# Flughafen Brønnøysund

i8
i11
i13

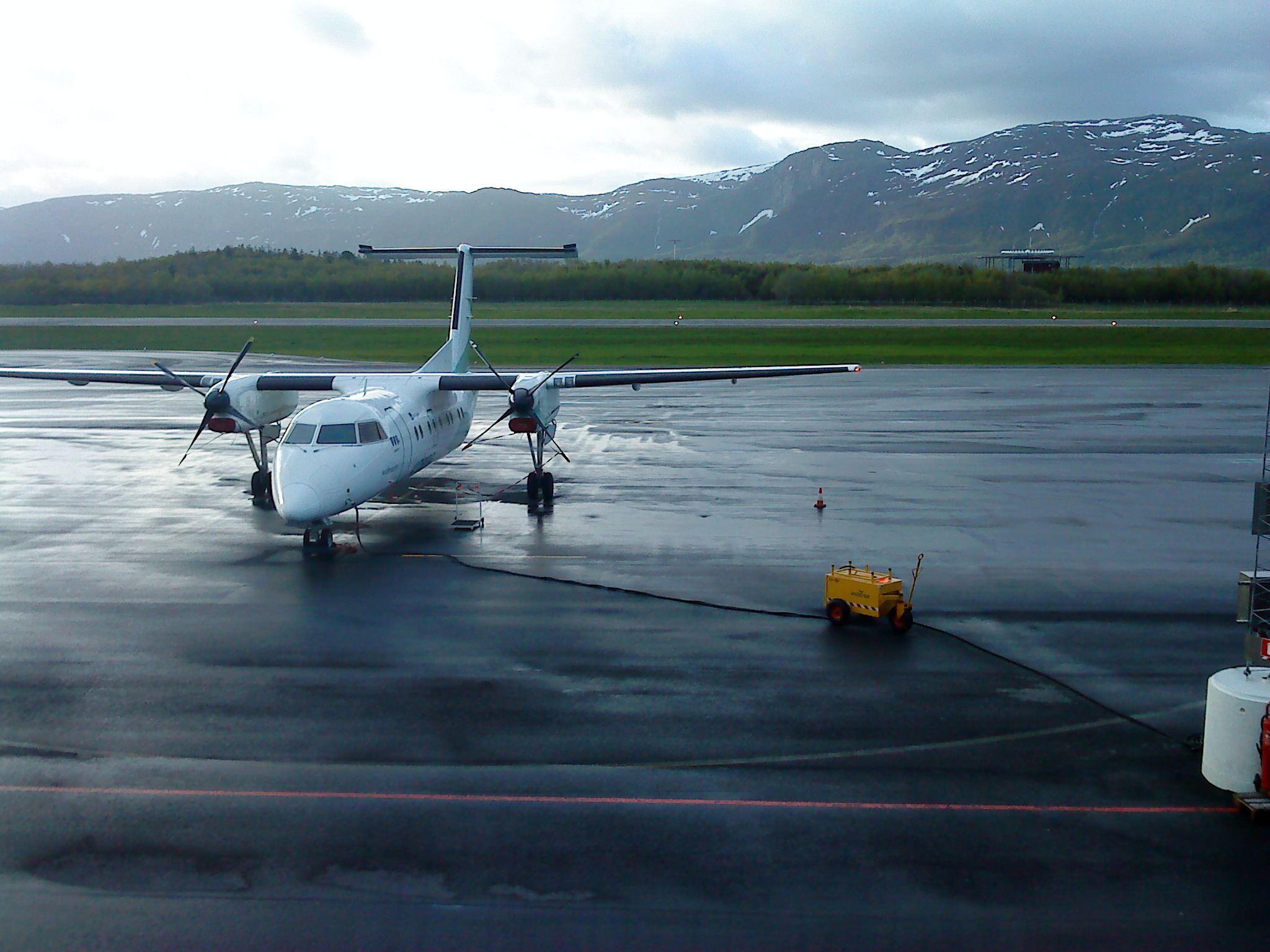
Widerøe De Havilland DHC-8-100 auf dem Brønnøysund lufthavn

Der Brønnøysund lufthavn, Brønnøy (IATA-Code: BNN, ICAO-Code: ENBN) ist der Flughafen der Kommune Brønnøy in der norwegischen Provinz Nordland. Er befindet sich ca. 700 m südöstlich der Stadt Brønnøysund. Eigentümer und Betreiber des Flughafens ist das norwegische Unternehmen Avinor AS. Im Jahr 2008 hatte der Flughafen insgesamt 87.247 Passagiere, davon 16.794 mit Hubschraubern.

## Geschichte

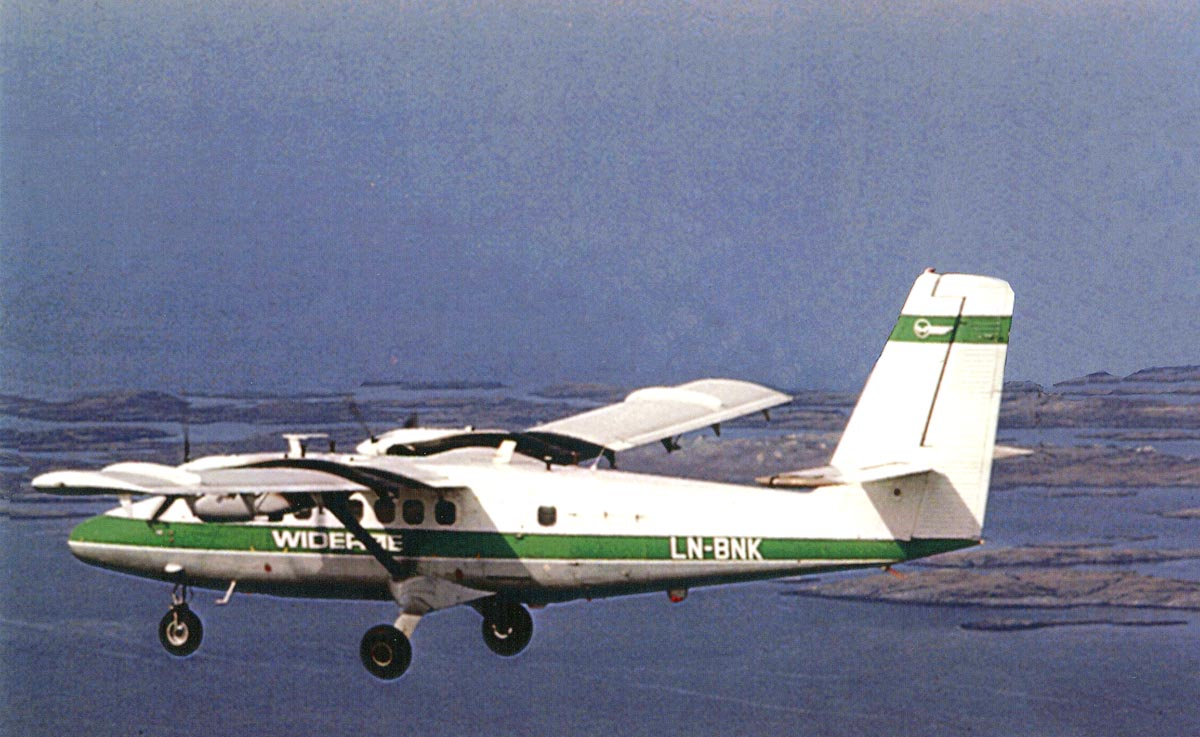
Twin Otter von Widerøe, der erste Flugzeugtyp im Linienverkehr mit dem Brønnøysund lufthavn

Der Flughafen wurde am 30. Juni 1968 eröffnet. Den ersten Linienflug führte die Fluggesellschaft Widerøe einen Tag später mit einem STOL-Flugzeug des Typs Twin Otter auf der Route nach Helgeland durch.
Das Terminal wurde mehrfach erweitert. Zuerst 1982, um mehr Passagiere und Gepäck abfertigen zu können, da die Twin Otter von den größeren de Havilland Canada DHC-7 abgelöst wurden, dann 2004 wegen neuer Sicherheitsanforderungen. Schließlich wurde 2008 ein neues Terminalgebäude fertiggestellt und der neue Heliport eröffnet.
Die Landebahn hatte zunächst eine Länge von 800 Meter. Sie wurde 1987 auf 1000 Meter und 1999 auf ihre heutige Länge von 1200 Meter erweitert.
Der Kontrollturm aus dem Jahr 1968 wurde im Jahr 2000 durch einen Neubau ersetzt. Seit 2010 ist der Flughafen mit Radar ausgestattet.

## Flugverkehr
Widerøe bietet Linienflüge von Brønnøysund nach Bodø, Mo i Rana, Oslo, Trondheim, Rørvik und Sandnessjøen an.
Charterflüge werden unter anderem von Svenska Direktflyg und Bergen Air Transport (1998) nach Værnes durchgeführt.
Daneben wird der Brønnøysund lufthavn für Rettungs- und Ambulanzflüge sowie als Ausgangspunkt für Hubschrauberflüge zu Bohrplattformen genutzt.

## Zwischenfälle
- Am 6. Mai 1988 flog eine von Namsos kommende de Havilland Canada DHC-7 der Widerøe’s Flyveselskap (Luftfahrzeugkennzeichen LN-WFN) 8 km vom Flughafen entfernt im Landeanflug in den Berg Torghatten. Sie war bei niedrigen Wolken mit zu geringer Höhe angeflogen. Alle 36 Personen an Bord kamen ums Leben – damit handelte es sich um den bis April 2017 schwersten Unfall mit diesem Flugzeugmuster.[6]